# اچ‌ام‌اس کینگ‌فیشر (۱۶۷۵)
اچ‌ام‌اس کینگ‌فیشر (۱۶۷۵) (به انگلیسی: HMS Kingfisher (1675)) یک کشتی بود که طول آن ۱۱۰ فوت (۳۴ متر) بود.